# Тодор Георгиев (актьор, р. 1938)
Вижте пояснителната страница за други личности с името Тодор Георгиев.
Тодор Георгиев е български актьор.

## Биография
Роден е през 1938 г. Учи в специализирана циркова студия. По-късно завършва ВИТИЗ Кръстьо Сарафов в класа на Анастас Михайлов. Умира в София на 3 юни 2004 г. и е погребан в Централните софийски гробища.

## Филмография
- Резерват (1991)
- Аз не живея един живот (1981) – Санчо Панса
- Колкото синапено зърно (1980) – Гумената Машама
- Бъди благословена (1978) - мъж от бригадата
- Лъжовни истории (1977)
- Завръщане от Рим (1977), 5 серии (България / Италия)
- От другата страна на огледалото (1977) – Ехидният аристократ
- Незабравимият ден (1975)
- Дубльорът (1974) – Пълният
- Най-добрият човек, когото познавам (1973)